# Ruta 23 (Chile)
Die Ruta 23 (kurz 23-CH) ist eine Internationalstraße in der Región de Antofagasta im großen Norden Chiles. Sie verläuft über 312 km von der Stadt Calama durch die Gemeinde San Pedro de Atacama bis zum Paso Sico, dem Grenzpass nach Argentinien.
Die von der 23-CH durchquerte Region ist extrem dünn besiedelt. Der überwiegende Teil der Strecke führt durch San Pedro de Atacama. Diese Gemeinde ist mit einer Fläche von 23.439 km² größer als etwa das deutsche Bundesland Hessen und hat mit 11.000 Einwohnern eine durchschnittliche Bevölkerungsdichte von etwas weniger als einer Person auf 2 km². Die Strecke ist vollständig asphaltiert. In San Pedro gibt es eine Umgehung von 13,2 km Länge, die den Fernverkehr am touristischen Dorf vorbeiführt.
In touristischer Hinsicht führt die Strecke durch Gebiete besonderer Schönheit, wie durch die Atacamawüste, durch die Cordillera de la Sal beim Valle de la Luna im Nationalreservat Los Flamencos, durch die Oase San Pedro de Atacama mit ihren Sehenswürdigkeiten Aldea de Tulor, Pukará de Quitor, Salar de Atacama und am Ende durch das chilenische Altiplano mit seinen Salzseen und Vulkanen.
Zusammen mit den Rutas 25, 27 und 5 Panamericana gehört die Straße zum Corredor Bioceánico Eje del Capricornio, der bis nach Antofagasta führt. Die Landstraße setzt sich in Argentinien fort als RN 51 bis zu den Städten San Antonio de los Cobres und Salta.
Die offizielle Funktion dieser Ruta wurde im Jahre 2000 durch das Dekret Nº 2136 durch das Ministerio de Obras Públicas de Chile (MOP) ratifiziert.

## Ansichten

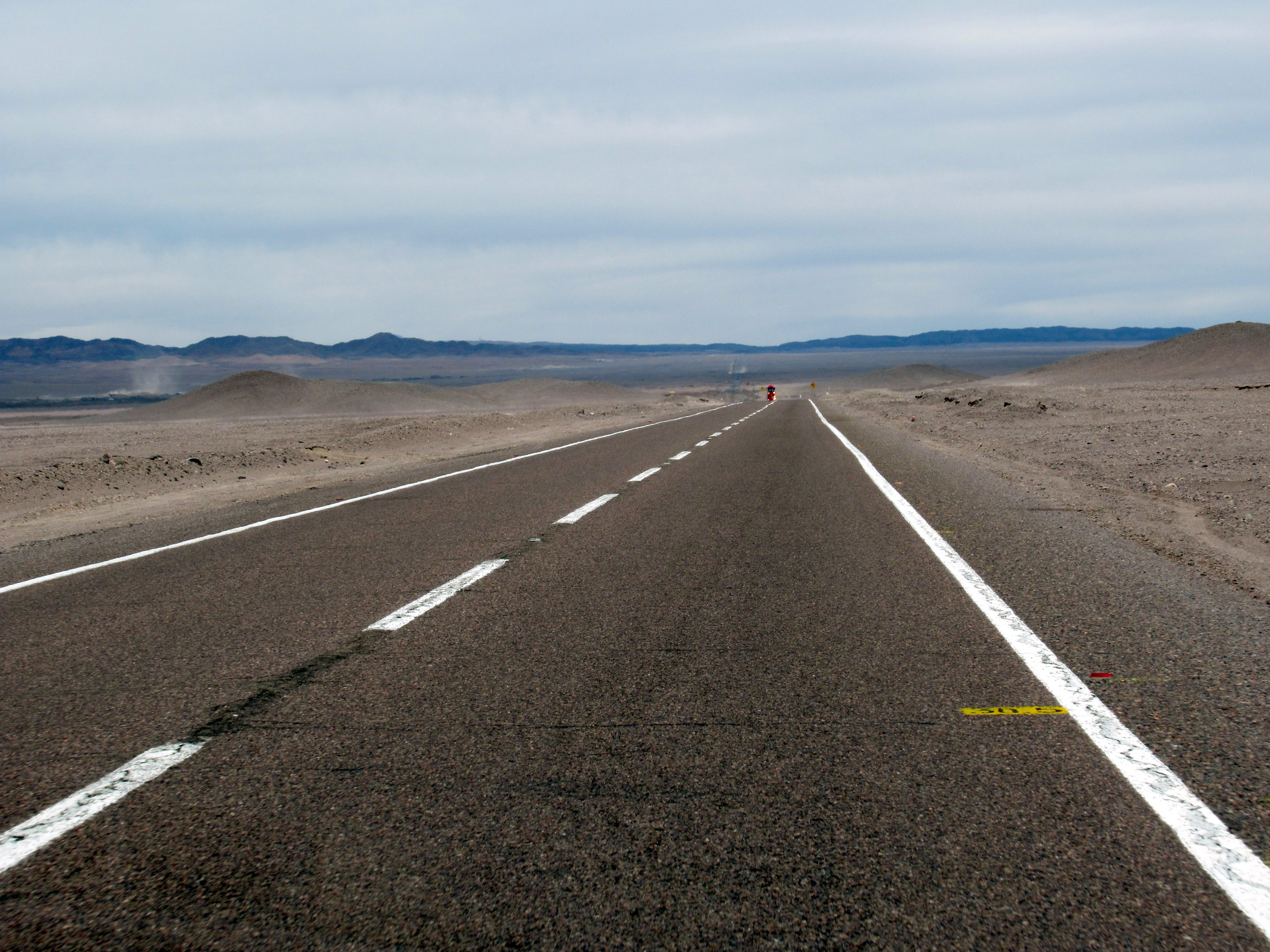
km 30,5, 2660 m ü. M. (22° 37′ S, 68° 39′ W) In Richtung San Pedro de Atacama. Die ersten 55 km sind eine eintönige Strecke durch die flache, graue Atacamawüste. Am Horizont die Cordillera de Domeyko, die aus dieser Perspektive, aus 25 km Entfernung die Anden noch verdeckt.
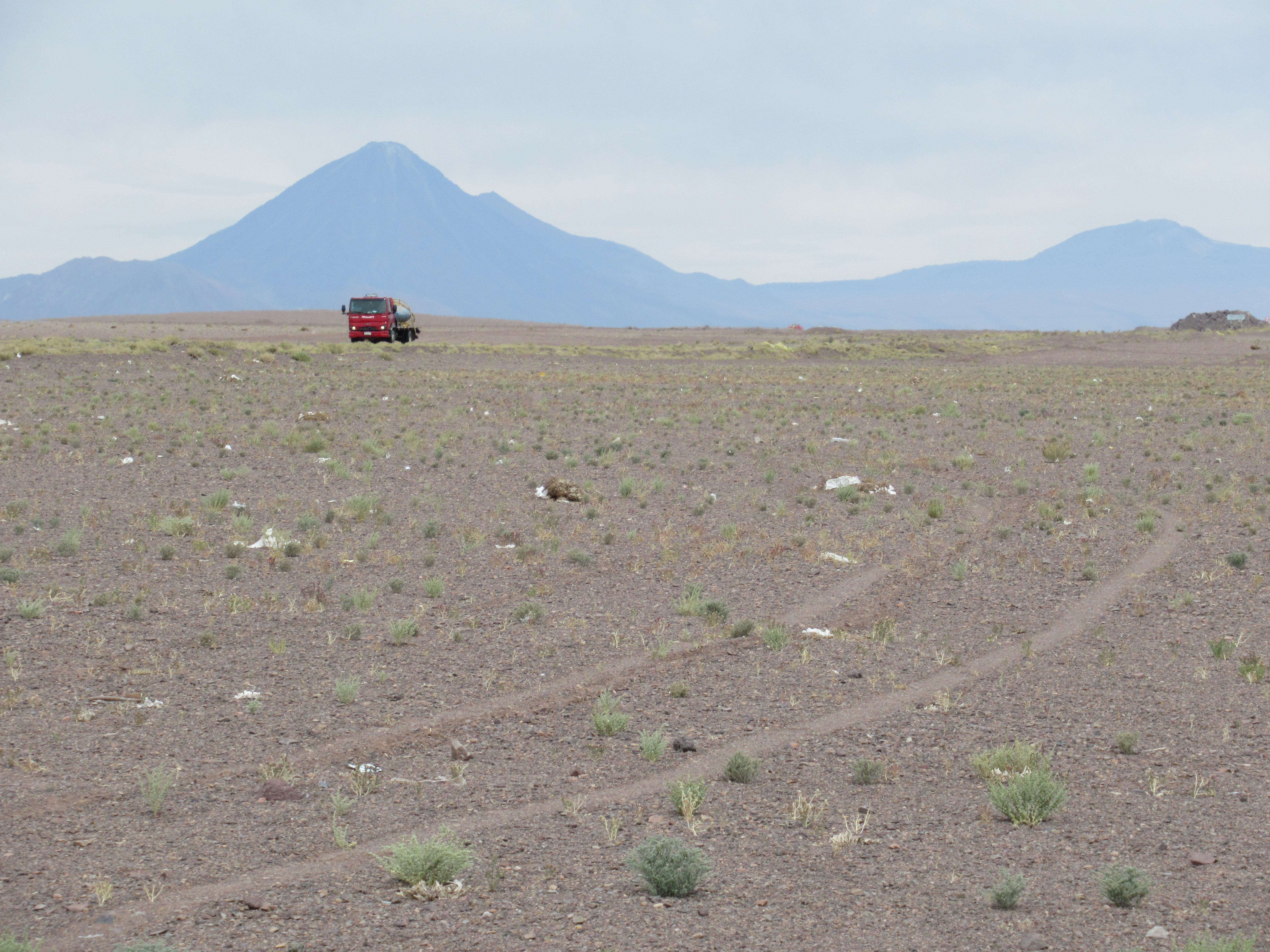
km 58, 3418 m ü. M.: (22° 43′ S, 68° 24′ W) Beim höchsten Punkt über den Paso Barros Arana durch die Hochebene der Cordillera de Domeyko. Im Hintergrund der Vulkan Licancabur, der auffälligste Berg im Andenpanorama.
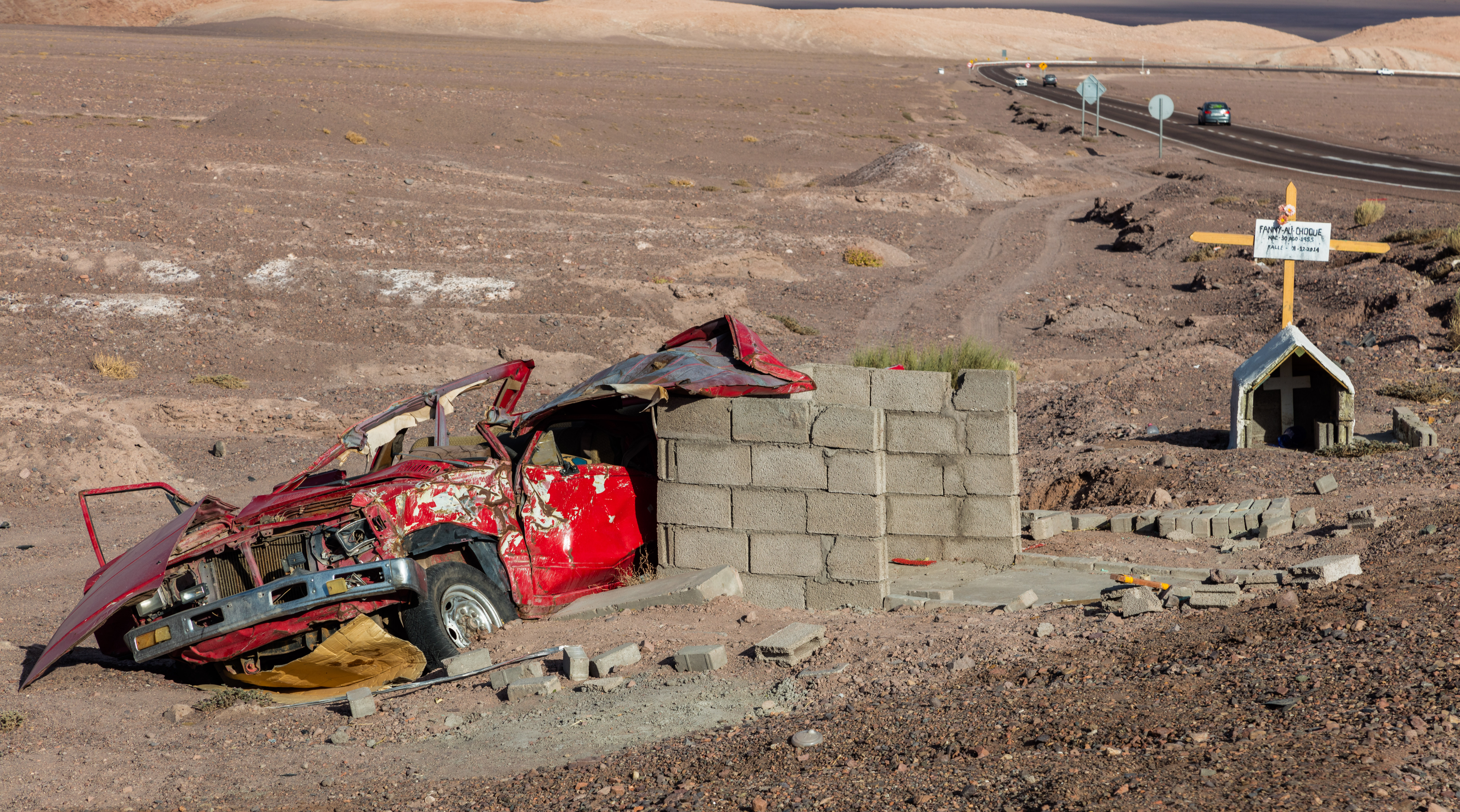
km 76, 2690 m ü. M. (22° 50′ S, 68° 20′ W) Der langgezogene Abstieg von der Cordillera de Domeyko in die Präandensenke von San Pedro hat einige gefährliche Kurven. Eine Gedenkstätte (Animita) mit einem Autowrack zeugt davon.
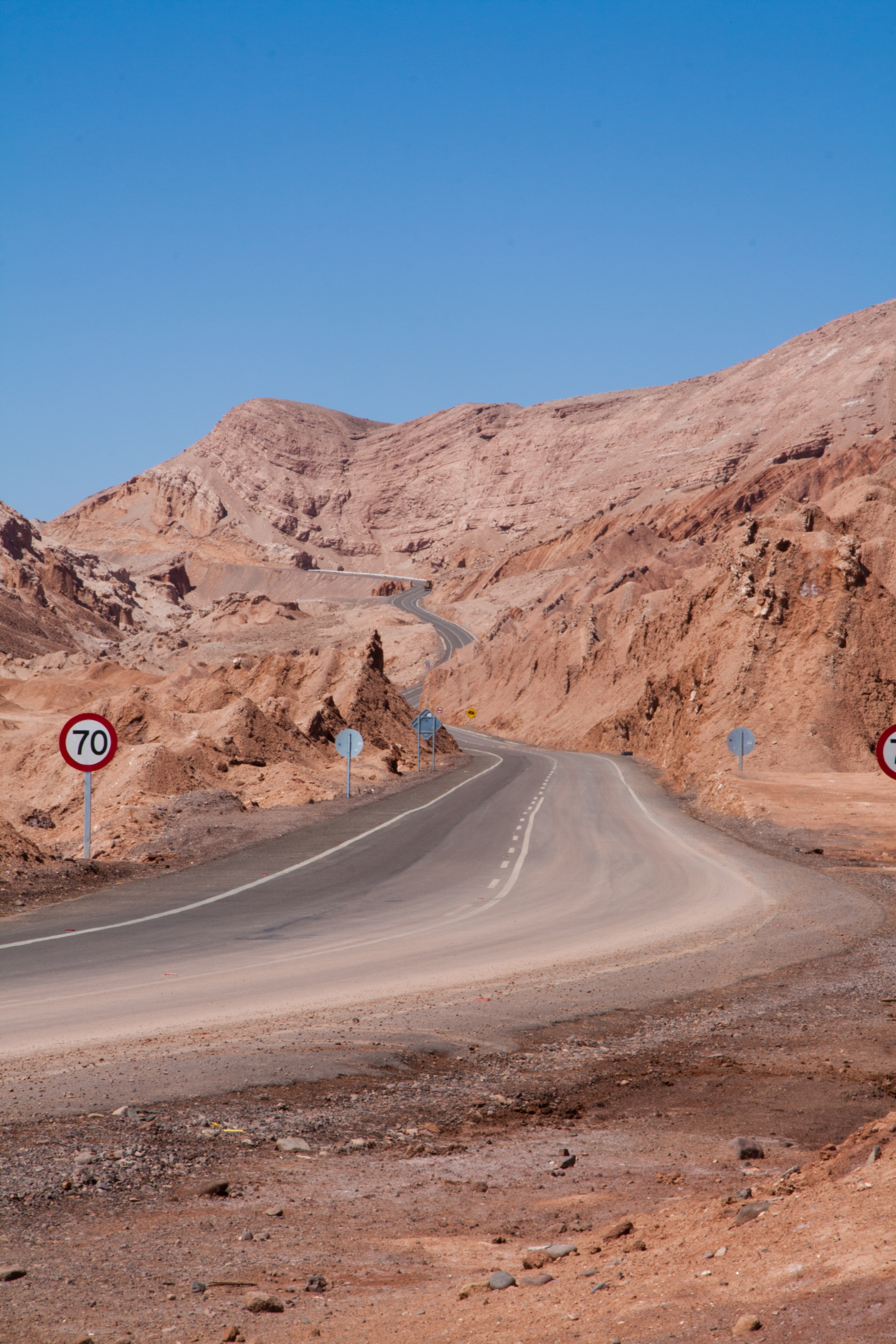
km 92, 2465 m ü. M. (22° 54′ S, 68° 13′ W) Durch die Cordillera de la Sal (Roter Salz-Sandstein-Felsen) bei San Pedro.
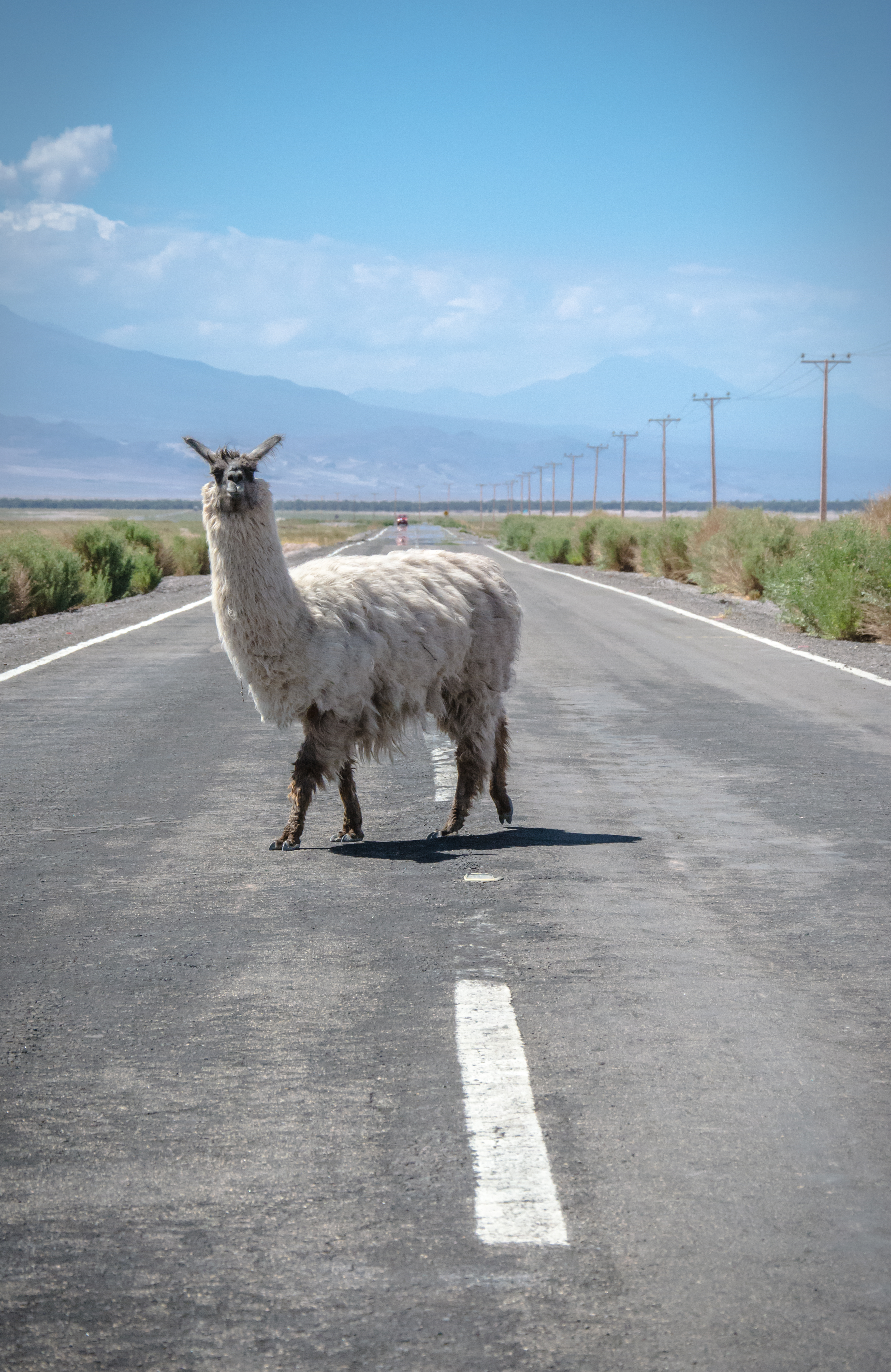
Südlich von San Pedro befinden sich häufig Tiere an und auf der Straße.
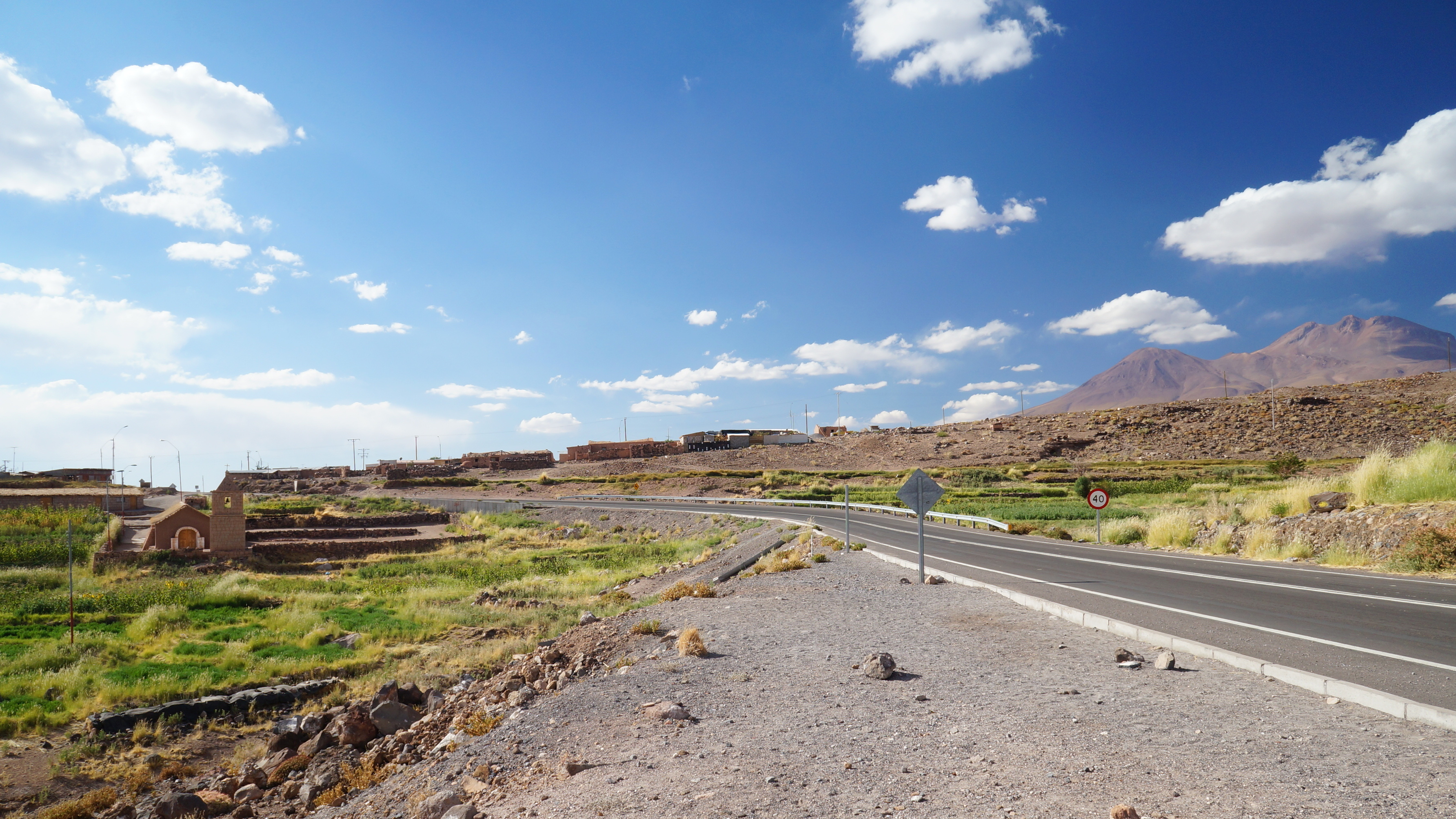
km 192, 3275 m ü. M. (23° 36′ S, 67° 53′ W) Socaire, ein Bergdorf an einer windgeschützten Stelle im Altiplano.
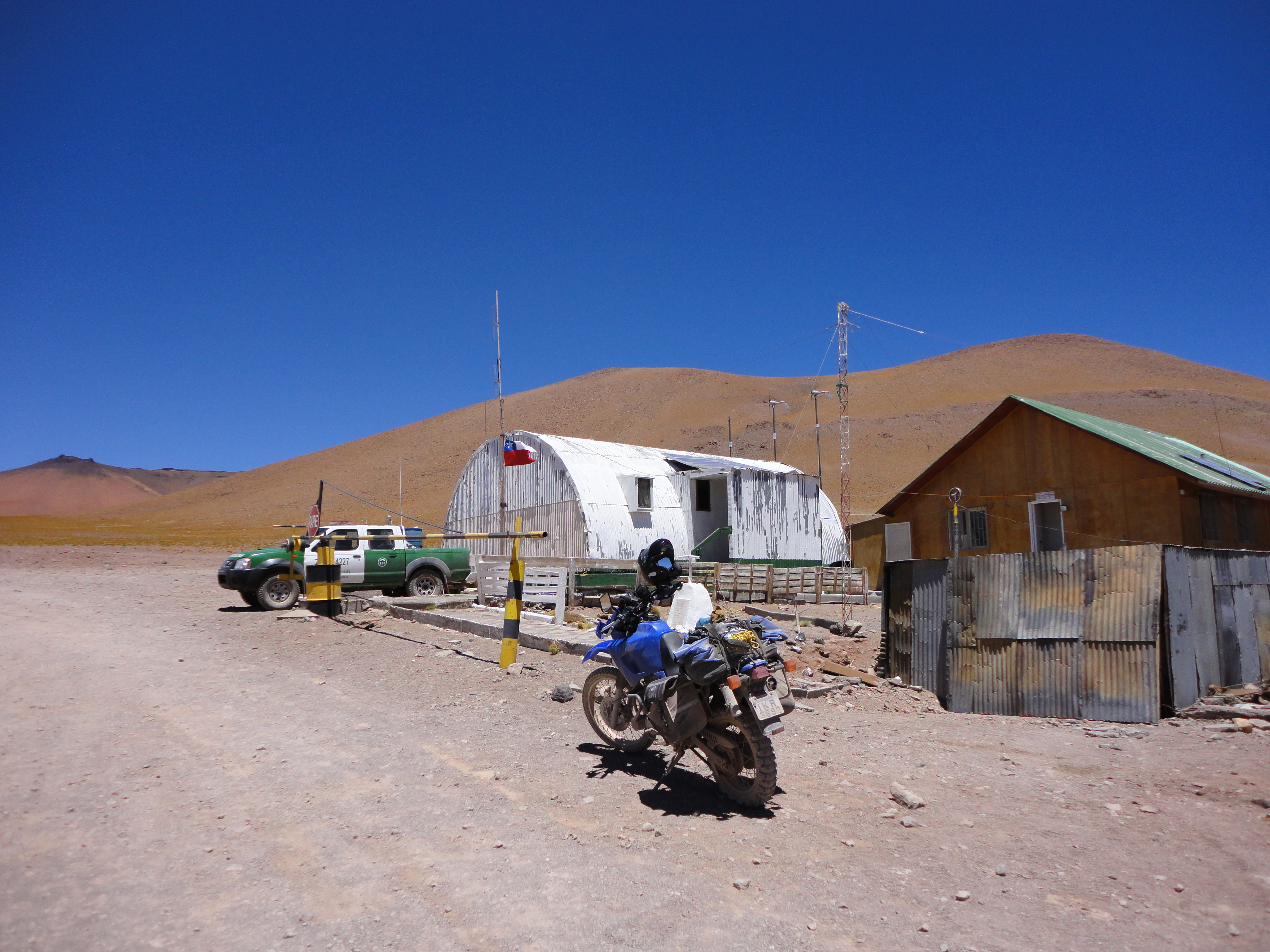
km 290, 4315 m. ü. M. (23° 50′ S, 67° 27′ W) Grenzkontrollstelle Sico-Pass, ca. 22 km vor der Grenze.
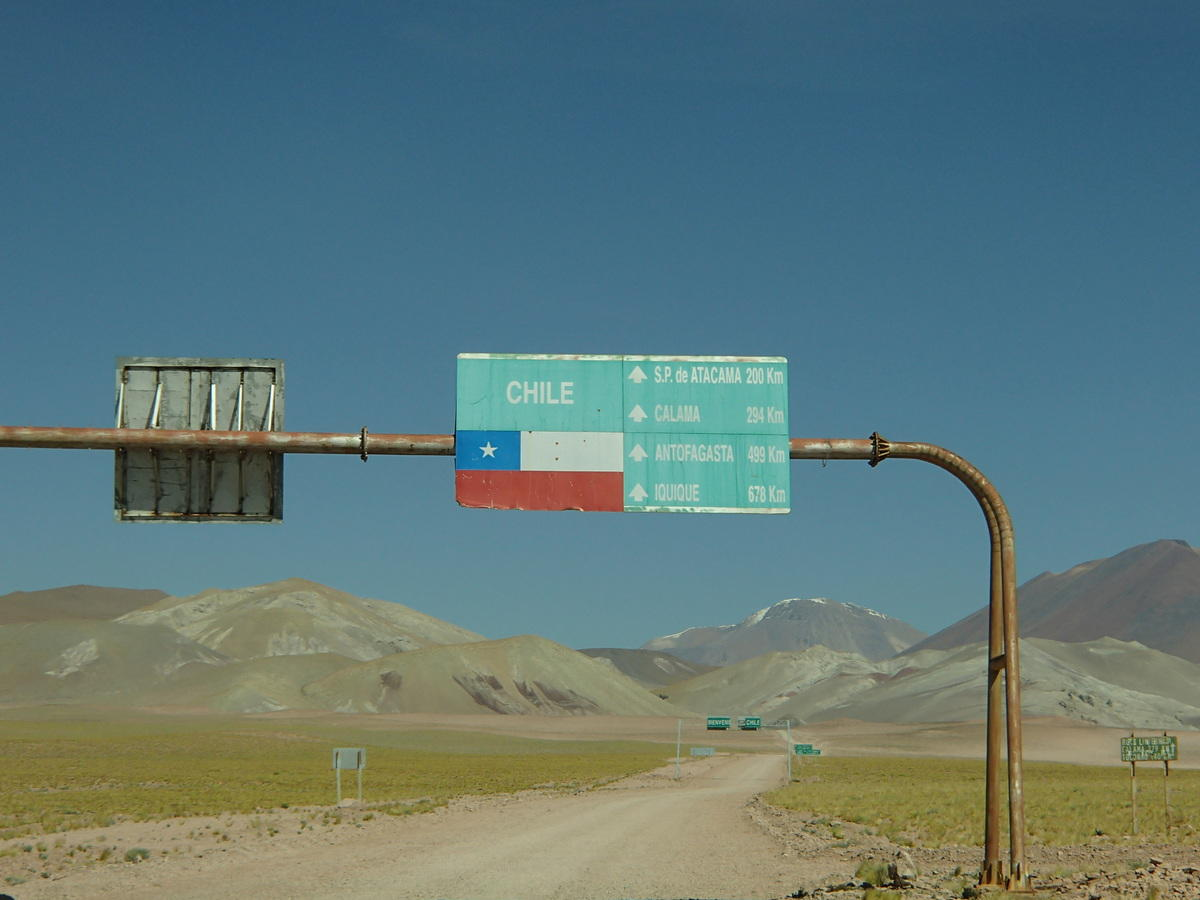
km 312, 4092 m. ü. M. (23° 50′ S, 67° 15′ W) An der Grenze zwischen Chile und Argentinien am Sico-Pass

## Städte und Ortschaften
Die Städte, Dörfer und Siedlungen entlang des Abschnitte von Westen nach Osten sind
 Región de Antofagasta 
- Länge: 312 km (km 0 bis 312).
- Provincia de El Loa: Calama (km 0), Anschluss an Villa Peuco-Maratón (km 0,8), Anschluss an Guardería CONAF Valle de la Luna (km 81), Anschluss an San Pedro de Atacama (km 94 und 105), Anschluss an Guardería CONAF Valle de la Luna und Aldea de Tulor (km 98), Anschluss an Atacama Large Millimeter Array (km 121), Toconao (km 139-141),  Anschluss an Camar (km 165), Compañía (km 188), Anschluss an San Francisco (km 191), Socaire (km 191-192), Polizeikontrolle El Laco (km 290).